# 西海龍人
西海 龍人（にしうみ りゅうと、1月26日 - ）は、日本の俳優。埼玉県出身。プロダクションSHIROBACO所属。
2025年4月1日、家庭の事情により芸能活動を休止、それに伴い約7年半所属したスターを退所することが事務所と本人から発表された。
2025年5月1日、プロダクションSHIROBACOに所属し、芸名を「西海 龍人」に改名することを発表した。

## 人物
特技はアクロバット、ソフトボール、チェーンソー。趣味はバク転、ガンプラ作り。大学卒業後にヘアケア関連企業に就職し、美容専門学校に通っていたことからヘアアレンジが得意。
2025年4月にミュージカル 忍たま乱太郎で共演した反橋宗一郎からヒョウモントカゲモドキを譲り受け飼育している。名前は「そらまる」。

## 出演

### 舞台
| 出演年 | 作品名                                                              | 役名               | 劇場                                                    |
| ------ | ------------------------------------------------------------------- | ------------------ | ------------------------------------------------------- |
| 2019   | アリスインデッドリースクール少年                                    | 橙沼 霧人          | 六行会ホール                                            |
| 2020   | アイとアイザワ                                                      | アイザワ （W主演） | シアターグリーン BIG TREE THEATER                       |
| 2020   | 朗読劇「よるのこえ」                                                |                    | ロフト9Shibuya（無観客生配信）                          |
| 2020   | ミュージカル 忍たま乱太郎 第11弾 初演                               | 平滝夜叉丸         | シアターGロッソ、 春日井市民会館                        |
| 2021   | ミュージカル 忍たま乱太郎 第11弾 再演                               | 平滝夜叉丸         | シアターGロッソ、 春日井市民会館                        |
| 2021   | ミュージカル「眠れる森の美女」                                      | 料理番の若い男     | 板橋区立文化会館ほか                                    |
| 2021   | ミュージカル 忍たま乱太郎 第12弾 初演                               | 平滝夜叉丸         | シアターGロッソ、 COOL JAPAN PARK WWホール              |
| 2022   | 蛮勇戦歌                                                            | 音葉大晴 （主演）  | シアターグリーン BIG TREE THEATER                       |
| 2022   | 戦国送球〜バトルボールズ〜第二次真田合戦                            | 直江孝弘           | シアター1010                                            |
| 2022   | 淡海乃海－現世を生き抜くことが業なれば－                            | 月久               | シアターGロッソ                                         |
| 2022   | さくらば〜六の約束〜                                                | 斎藤一             | シアター・アルファ東京 （二作品同時公演）               |
| 2022   | さくらば〜革命〜                                                    | 斎藤一             | シアター・アルファ東京 （二作品同時公演）               |
| 2022   | 戦国送球〜バトルボールズ外伝〜天上天下唯我独尊                      | 魔苦怒奈流怒       | シアターサンモール                                      |
| 2022   | ミュージカル「眠れる森の美女」                                      | 料理番の若い男     | 東久留米市生涯学習センター、 グンエイホールPALほか      |
| 2022   | 朗読劇『小生とアトムの世界列車』                                    | ポール             | アトリエファンファーレ高円寺                            |
| 2022   | ミュージカル 忍たま乱太郎 第12弾 再演                               | 平滝夜叉丸         | シアターGロッソ                                         |
| 2022   | 舞台「忍たま乱太郎」〜あかるく、たのしく、ゆかい！の段〜            | 平滝夜叉丸         | あうるすぽっと                                          |
| 2022   | 饗宴「茜さすセカイでキミと詠う〜縁〜」                              | ヤチホコ           | 飛行船シアター                                          |
| 2023   | 舞台『穏やか貴族の休暇のすすめ。2〜とある料理人の野望（アリア）〜』 | 料理人             | シアター・アルファ東京                                  |
| 2023   | 朗読劇「イヤホン」                                                  |                    | 参宮橋トランスミッション                                |
| 2023   | ミュージカル「忍たま乱太郎」第13弾 〜ようこそ！ 忍たま文化祭！〜    | 平滝夜叉丸         | シアターGロッソ                                         |
| 2023   | アメツチプロジェクト Re:flag vol.1 「sacrifice」                    | タツト / レフォル  | ザ・ポケット                                            |
| 2023   | ミュージカル「忍たま乱太郎」第13弾再演 ようこそ！忍たま文化祭！     | 平滝夜叉丸         | シアターGロッソ、 COOL JAPAN PARK OSAKA TTホール        |
| 2023   | ミュージカル「忍たま乱太郎」 第13弾 忍術学園学園祭 2023             | 平滝夜叉丸         | TACHIKAWA STAGE GARDEN、 COOL JAPAN PARK OSAKA TTホール |
| 2024   | 舞台「忍たま乱太郎」〜はじめまして！三年生、全員集合の段〜          | 平滝夜叉丸         | 草月ホール                                              |
| 2024   | T-gene stage『Episode 犬紀村』                                      | マシラ             | 六行会ホール                                            |
| 2025   | 「銀河鉄道の夜を、また」-2025-                                      | 岳 / 宙            | 上野ストアハウス                                        |
| 2025   | BIZ slapstick comedy #001【リスケ！】                               |                    | 六行会ホール                                            |
| 2025   | 舞台「カミシバイ-開-」                                              |                    | 六行会ホール                                            |
| 2025   | 舞台「ももがたり」                                                  |                    | シアターサンモール                                      |
| 2025   | 舞台『草野球リバーサル〜人生逆転草野球〜』                          |                    | 武蔵野芸能劇場                                          |
| 2025   | 舞台「探偵東堂解の事件録 -大正浪漫探偵譚-」                         |                    | すみだパークシアター倉                                  |
| 2026   | 劇団アレン座プロデュース 舞台 『TOU -REBUILD-』                     |                    | IMAホール                                               |

### 声の出演
- 星降り村町興し課ホロスコープ係 - 水落新春 役

### 配信番組
- チコちゃんといっしょに課外授業×ミュージカル「忍たま乱太郎」シリーズ・タイムワープ[29] - 平滝夜叉丸 役